# Metropolia di Corfù, Passo e isole Diapontie

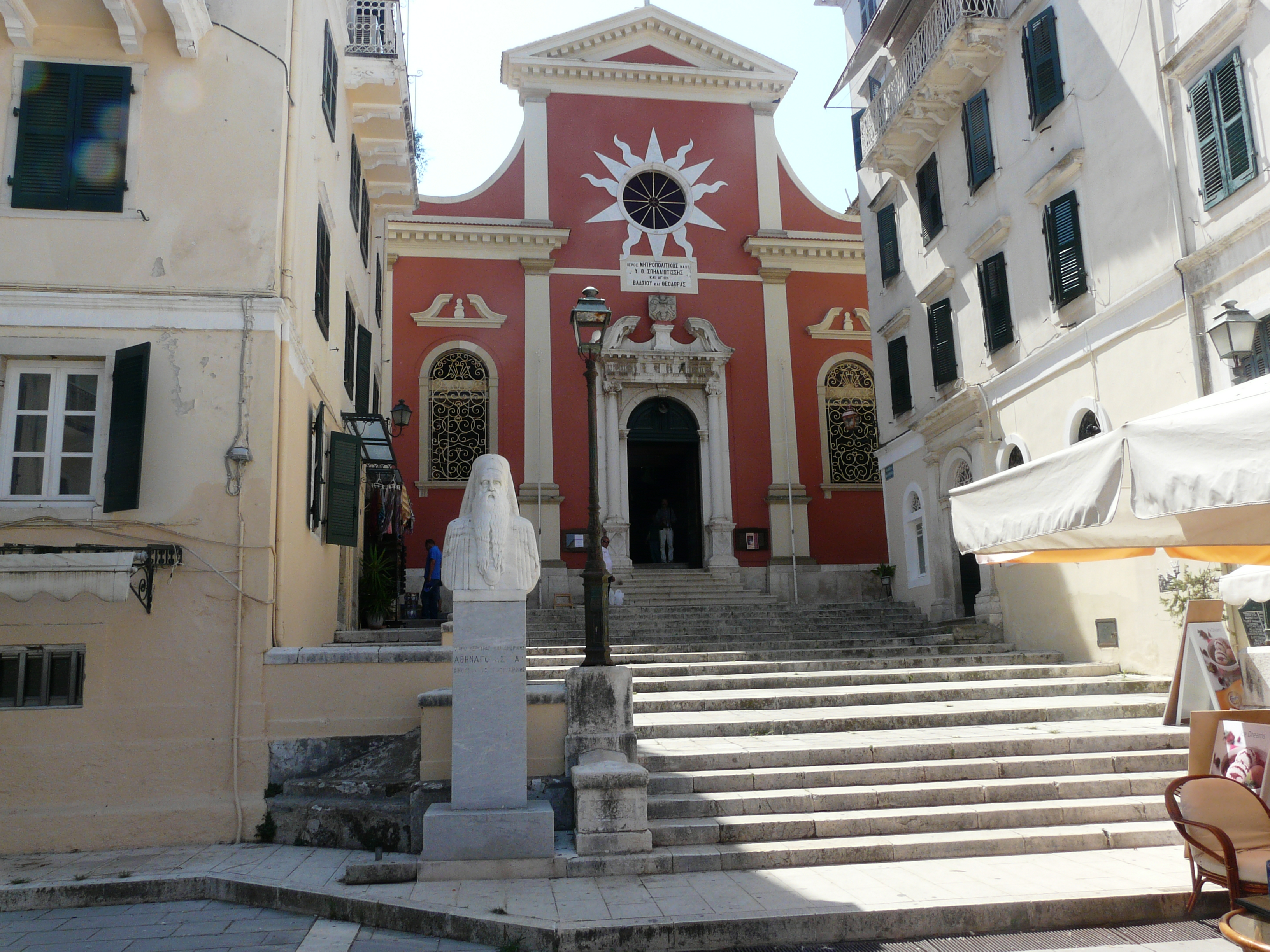
La cattedrale della Madre di Dio Spiliotissa a Corfù.

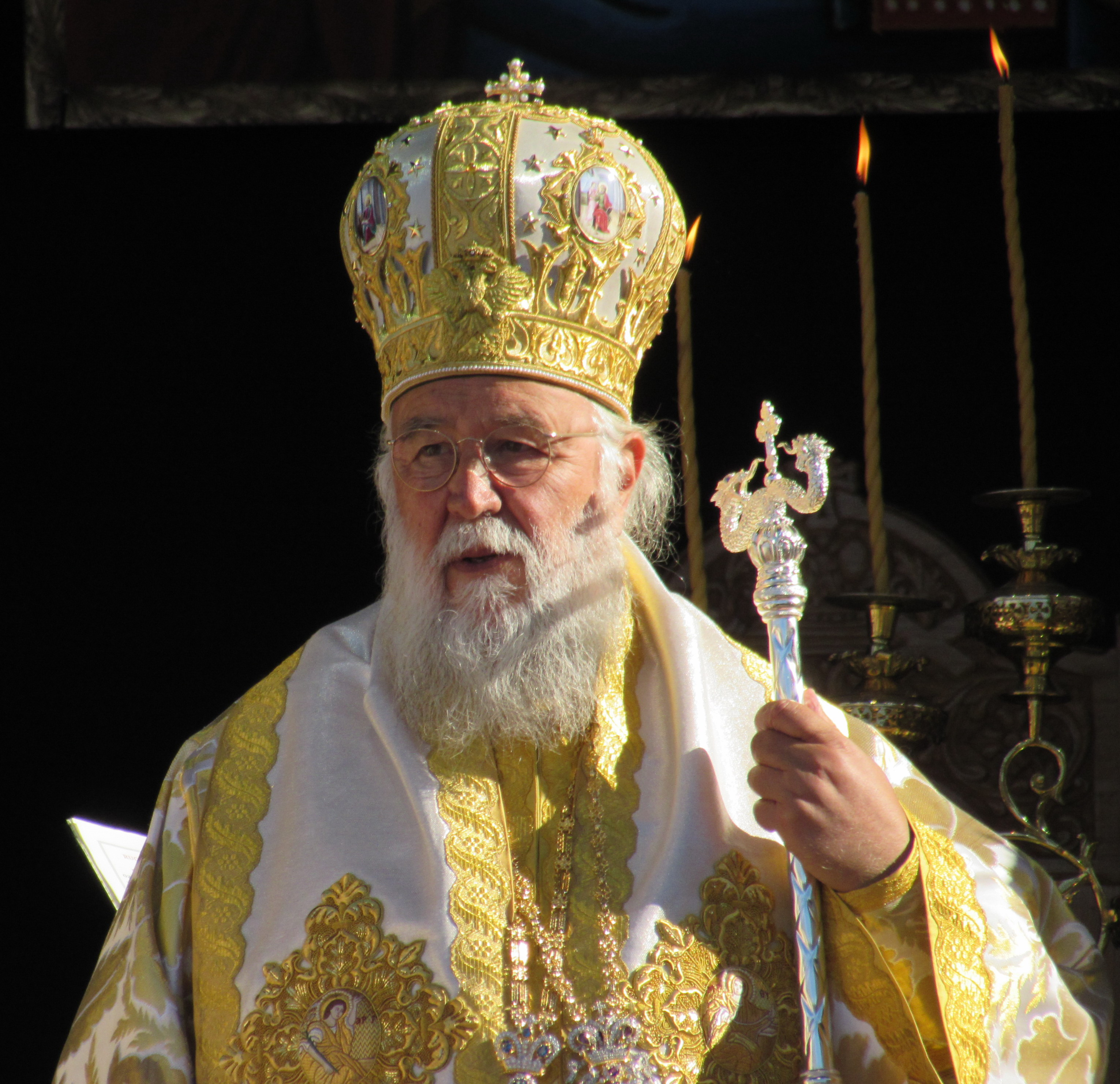
Nektarios Dovas, metropolita di Corfù dal 13 ottobre 2002.

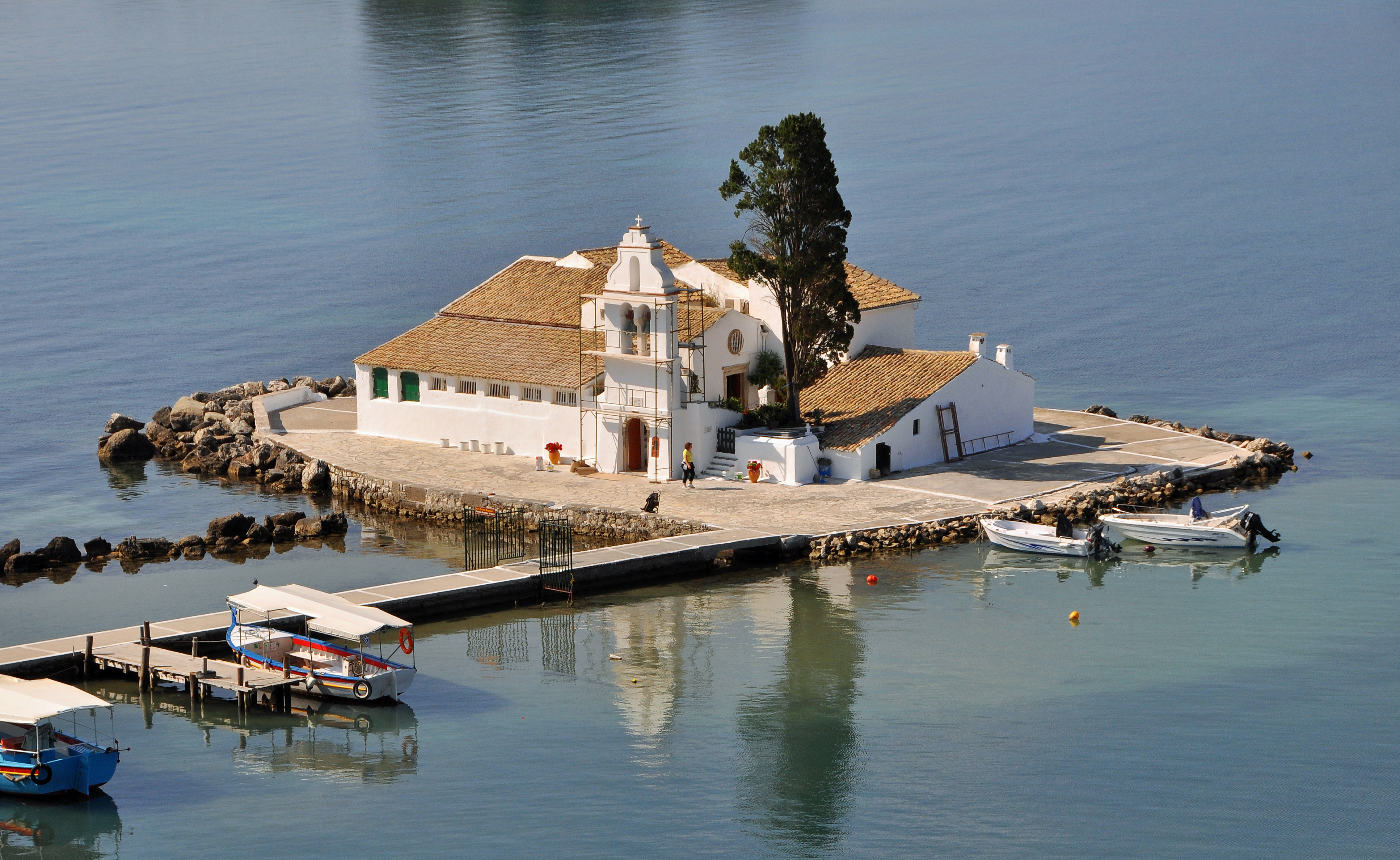
Il monastero di Vlacherna a Corfù.

La metropolia di Corfù, Passo e isole Diapontie (in greco Ιερά Μητρόπολις Κερκύρας, Παξών και Διαποντίων Νήσων?, Ierá Mitrópolis Kerkýras, Paxón kai Diapontíon Níson) è una diocesi della Chiesa di Grecia, con sede a Corfù, dove si trova la cattedrale della Madre di Dio Spiliotissa.
Dal 13 ottobre 2002 il metropolita è Nektarios Dovas.

## Territorio
La metropolia comprende l'unità periferica di Corfù, ossia le isole di Corfù, Passo e le isole Diapontie.
Sede metropolitana è la città di Corfù, dove si trova la cattedrale della Madre di Dio Spiliotissa.
Nel territorio sorgono 22 monasteri, 11 maschili e 11 femminili.

## Storia
La tradizione attribuisce la fondazione della Chiesa di Corfù a Giasone e Sosipatro, discepoli di san Paolo, menzionati nel Nuovo Testamento.
Nelle liste episcopali tradizionali Giasone è considerato il primo vescovo di Corfù, ma non ci sono prove storiche a sostegno di questa tradizione. A Corfù viene attribuito anche il vescovo Alitoro, chiamato Apollodoro nelle fonti latine, che avrebbe preso parte al concilio di Nicea del 325; questa attribuzione è tuttavia controversa e il suo nome non appare nell'edizione critica delle liste episcopali di questo concilio. I primi vescovi storicamente documentati risalgono all'incirca alla metà del V secolo, con Soterico, che partecipò al concilio di Calcedonia nel 451, e Gioviano, attestato da alcuni mosaici databili a questo periodo.
Inizialmente la diocesi apparteneva alla provincia ecclesiastica di Nicopoli di Epiro e fino al 733 circa era sottomessa, come tutto l'Illirico, al patriarcato di Roma, prima che l'imperatore Leone III Isaurico sottrasse a Roma tutte le diocesi di questa regione per sottometterle al patriarcato di Costantinopoli. In seguito, verso la fine del IX secolo, Corfù fu elevata al rango di arcidiocesi autocefala, direttamente sottomessa all'autorità patriarcale. Questo nuovo status è attestato per la prima volta nella Notitia Episcopatuum databile all'inizio del X secolo. All'epoca del patriarca Costantino Licude (1059-1063) Corfù fu elevata al rango di metropolia, senza suffraganee.
Nella seconda metà del XIII secolo l'isola di Corfù passò sotto la dominazione angioina e contestualmente fu eretta una arcidiocesi di rito latino. I nuovi padroni dell'isola, cui seguirono in seguito i veneziani, impedirono la nomina dei prelati greci della metropolia, che di fatto rimase vacante fino alla dissoluzione della Serenissima nel 1797. Eventuali metropoliti nominati in questo lungo periodo non furono che titolari non residenziali, mentre i fedeli greci erano sotto l'autorità di un protopapa dal 1367 al 1799.
La sede greca fu restaurata nel 1800 con il metropolita Ieroteo Tsigalas. Nel 1817 sull'isola di Passo fu eretta una diocesi, resa suffraganea della metropolia di Corfù. La sede fu ridotta al rango di arcidiocesi nel 1870 e poi a quello di semplice diocesi nel 1900; solo nel 1922 recuperò il suo antico status di metropolia. Soppressa la diocesi di Passo, la metropolia ha assunto il doppio titolo di Corfù e Passo.
Tra i metropoliti di Corfù si ricorda in particolare Atenagora Spyrou, che divenne patriarca di Costantinopoli nel 1948.

## Cronotassi
- Apollodoro o Alitoro † (menzionato nel 325)
- Gioviano † (metà del V secolo)[7]
- Soterico † (prima del 451 - dopo il 458)
- Crisippo † (inizio VI secolo)
- Alcione † (fine VI secolo)
- Giovanni † (inizio VIII secolo)[12]
- Filippo † (menzionato nel 787)
- Michele † (menzionato nell'869/870)[13]
- Pacomio † (fine IX secolo)[14]
- Demetrio † (fine IX secolo)[15]
- Arsenio † (933 - 19 gennaio prima del 959 deceduto)[16]
- Cosma † (fine X secolo)[17]
- Giovanni † (inizio XI secolo)[18]
- Basilio † (seconda metà XI secolo)[19]
- Leone † (menzionato nel 1092)[19]
- Nicola † (fine XI o inizio XII secolo)[11]
- Teofane † (XII secolo)[11]
- Giorgio Choniates † (menzionato nel 1146 circa)[11]
- Costantino I † (menzionato nel 1156 e 1157)[20]
- Costantino II † (prima del 1166 - febbraio 1170 deposto)[20]
- Giorgio Koupharas † (menzionato tra il 1177 e il 1181 circa)[11]
- Basilio Pediatidis † (inizio XIII secolo circa)[11]
- Giorgio Bardanes † (ottobre 1219 - circa 1240 deceduto)[21][22]
  - Sede vacante (XIV-XVIII secolo)[11]
- Ieroteo Tsigalas † (2 febbraio 1800 - 1813 deceduto)
  - Sede vacante (1813-1822)
- Macario † (1822 - 2 settembre 1827 deceduto)
  - Sede vacante (1827-1834)
- Crisante Masselos † (10 giugno 1834 - 11 marzo 1848 deceduto)
- Atanasio Politis † (17 maggio 1850 - 29 aprile 1870 deceduto)
- Antonio Kariatis † (16 agosto 1870 - maggio 1882 dimesso)
- Eustazio Voulismas † (23 agosto 1884 - 14 maggio 1895 deceduto)
- Sebastiano Nikovouras † (19 settembre 1899 - 15 luglio 1920 deceduto)
- Atenagora Spyrou † (22 dicembre 1922 - 30 agosto 1930 eletto arcivescovo d'America)
- Alessandro Demoglou † (6 novembre 1930 - 1º agosto 1942 deceduto)
- Metodio Kontostanos † (20 settembre 1942 - 24 gennaio 1967 dimesso)
- Policarpo Vagenas † (26 giugno 1967 - 25 marzo 1984 deceduto)
- Timoteo Trivizas † (4 maggio 1984 - 15 marzo 2002 deceduto)
- Nektarios Dovas, dal 13 ottobre 2002